# Banca Nazionale del Lavoro
Banca Nazionale del Lavoro (BNL) è uno dei maggiori gruppi bancari italiani con circa 2,54 milioni di clienti privati, 130.000 tra piccole imprese e professionisti ed oltre 33.000 tra imprese ed enti.
Fondata nel 1913, la banca è passata sotto il controllo del gruppo francese BNP Paribas nel 2006. Oggi, a seguito del processo di integrazione che si è concluso nel 2008 BNL con il suo gruppo presidia l'attività di banca commerciale in Italia. Fanno parte del Gruppo BNL: Artigiancassa (gestione fondi pubblici per gli artigiani), Ifitalia (factoring), BNL Finance (cessione del quinto e delegazione di pagamenti), Axepta ex BNL POSitivity (gestione dei pagamenti).

## Storia

### L'Istituto Nazionale di Credito per la Cooperazione.
Nel 1913 con regio decreto e su interessamento di Luigi Luzzatti  nacque l'Istituto Nazionale di Credito per la Cooperazione. L'obiettivo era quello di concedere alle organizzazioni dei lavoratori agevolazioni creditizie analoghe a quelle offerte dalle banche ordinarie agli altri tipi di imprese. Fu la prima banca a formulare forme di credito speciale per l'agricoltura, per il cinema e per la pesca in un contesto in cui l'Italia si avviava, pur se timidamente, ad affiancare alla sua realtà rurale quella industriale.
L'Istituto era guidato dalla Banca d'Italia di Bonaldo Stringher e partecipato da enti pubblici, casse di risparmio, dal Monte dei Paschi di Siena, dalla Cassa di Previdenza, e dall'Istituto di Credito per le Cooperative di Milano.
In particolare l'Istituto Nazionale di Credito per la Cooperazione finanziava le organizzazioni a carattere cooperativo, in primis le cooperative agricole, di produzione e di consumo. Sostenuto lo sforzo bellico della prima guerra mondiale, attraverso il finanziamento delle cooperative impegnate nella produzione industriale e l'acquisto di derrate alimentari, la banca vive anch'essa il momento di turbolenza politica che porta, con la marcia su Roma, all'avvento del regime fascista.
Nel 1925 l'Istituto era sull'orlo della bancarotta. Grazie all'appoggio del ras di Cremona Roberto Farinacci, salì alla carica di direttore dell'istituto Arturo Osio, che veniva dal sindacalismo cattolico. Osio attraverso un'amministrazione quasi ventennale (1925-1942) riuscì ad affermare l'istituto come una delle maggiori realtà nel panorama bancario italiano.
Osio legò l'Istituto ai sindacati fascisti e in questa cornice, fra l'altro, l'Istituto partecipò in misura rilevante alla sottoscrizione del Prestito del Littorio del 1926.

### LaBanca Nazionale del Lavoro
L'istituto assunse nel 1927 la denominazione di Banca Nazionale del Lavoro e della Cooperazione. Nel 1928 nacque la sezione autonoma del Credito Agrario e nel 1929 la Banca delle Cooperative venne trasformata in Banca Nazionale del Lavoro, assumendo definitivamente le connotazioni di un istituto di credito di diritto pubblico. All'atto costitutivo della "nuova" banca del 1929 parteciparono il Tesoro dello Stato, la Banca d'Italia e le Casse nazionali per le assicurazioni sociali. L'istituto si configurava quindi come una sorta di Banca di Stato, caratteristica che manterrà anche nel dopoguerra.
Sotto la guida di Arturo Osio la BNL diede un contributo determinante all'affermazione ed alla crescita del cinema italiano, specialmente dopo il blocco all'importazione di pellicole statunitensi, arrivando a finanziare quasi 150 film all'anno, tramite la Sezione per il Credito Cinematografico nata nel 1935, con importi che coprivano il 60% del costo della pellicola. BNL fu inoltre il maggiore sovvenzionatore del complesso E42, l'attuale zona del Palazzo della Civiltà Italiana e del Palazzo dei Ricevimenti e dei Congressi, che avrebbe dovuto ospitare l'esposizione universale del 1942, poi mai tenutasi. Un altro settore finanziato dalla BNL fu quello dell'estrazione del marmo di Carrara.
Sotto la direzione di Osio la BNL divenne la prima banca italiana per depositi.
Durante la crisi degli anni trenta la BNL incorporò undici banche cattoliche in difficoltà, nonché la Banca Agricola Italiana, che era stata di Riccardo Gualino.

### La seconda guerra mondiale e il secondo dopoguerra
Arturo Osio, mai considerato troppo intimo al regime, fu sostituito nel 1942 per volontà di Mussolini da Alberto d'Agostino che, dopo una breve gestione, sarà sostituito a sua volta nel novembre del 1945 da Giuseppe Imbriani Longo, ingegnere formatosi prima dentro l'Italstrade e poi l'IRI, che reggerà il timone dell'istituto fino al 1967.
Imbriani Longo rafforzò il ruolo della BNL nella raccolta del risparmio e intraprese una serie di iniziative di grande importanza per l'economia nazionale quali ad esempio: il finanziamento concesso alla FIAT guidata da Vittorio Valletta per l'ammodernamento degli impianti produttivi, aiuti a sostegno del Meridione tramite la Cassa del Mezzogiorno e, in particolar modo, sostegno finanziario al progetto di Enrico Mattei, coronato poi dal successo nonostante l'ostilità e incredulità iniziale di molti, di fondare l'Eni sfidando le cosiddette Sette Sorelle.
Durante la gestione di Imbriani Longo, rimanendo sempre istituto dal carattere pubblico, la BNL realizzò alleanze con imprese private, e aprì sedi in vari Paesi del mondo. Come conseguenza di questa politica la Banca Nazionale del Lavoro divenne la prima banca in Italia in tutte le classifiche e si posizionò al nono posto tra le banche più importanti del mondo.
Nel 1963 Imbriani Longo fu il promotore del cartello delle banche che, per non farsi più concorrenza sui tassi d'interesse, concertavano i tassi attivi e passivi.
Nel 1966 la carica di direttore generale passò ad Alberto Ferrari che si trovò a fronteggiare una situazione difficile a causa della crisi economica in atto e della spirale inflazionistica: gran parte delle imprese private aveva cessato di produrre utili come anche gli enti pubblici e le famiglie erano rimaste gli unici risparmiatori netti. Oltre a questo complesso panorama, che comportava un importante impegno finanziario per la banca, si aggiunsero a complicare la situazione anche il fallimento del finanziere milanese Felice Riva, poi fuggito in Libano, e lo scandalo Lockheed.
Il 12 dicembre 1969 la sede milanese in Piazza Fontana fu devastata da un attentato che segnò l'inizio della strategia della tensione. ERRORE la strage è stata nella sede della  Banca Nazionale dell'Agricoltura non della BNL[Banca Nazionale del Lavoro]

### La nuova dirigenza e la ristrutturazione
Nel 1978 sale alla carica di presidente Nerio Nesi, già dirigente dell'Olivetti e vicepresidente della Cassa di Risparmio di Torino, appartenente all'area socialista. Nel 1981 poi, il ministro del Tesoro, principale azionista della banca, Beniamino Andreatta, nomina direttore generale dell'istituto Francesco Bignardi, proveniente dal Banco di Sicilia. Sotto la guida di Nesi e Bignardi, la banca intraprende una profonda riorganizzazione che porterà ad una serie di aumenti di capitale e all'istituzione nel 1984 della BNL Holding Italia incaricata di gestire circa una settantina di partecipazioni dell'istituto nel settore parabancario.
Inoltre nel 1981 l'istituto patrocina la creazione di una società denominata Nomisma con il compito di produrre studi e ricerche sull'economia reale. La direzione della società è affidata a Romano Prodi che copriva allora la carica di consulente economico presso la banca. Chiamato alla presidenza dell'IRI nel 1982, Romano Prodi continuerà a ricoprire la carica di presidente del comitato scientifico della società. Nel 1983 tuttavia sia la BNL sia Romano Prodi rimarranno coinvolti nel caso Nomisma su cui si focalizzerà l'attenzione della stampa. Emergerà infatti come il Ministero degli Esteri avesse siglato con la società Nomisma una corposa analisi sui paesi sottosviluppati verso cui erano diretti gli aiuti economici italiani, con ingenti costi per la Farnesina ed una dubbia utilità. La Procura di Roma aprì un'inchiesta per mettere luce sulla vicenda, ma Bignardi sarà poi pienamente assolto.

### Lo scandalo di Atlanta
Alla fine degli anni ottanta ci fu il famoso scandalo della BNL di Atlanta.
La filiale di Atlanta della BNL prestò all'Iraq più di 2 miliardi di dollari senza autorizzazioni della sede centrale e violando le leggi statunitensi; il responsabile fu Christopher Drogoul, il direttore della filiale.

### Lo scandalo Federconsorzi
Nel 1991 un altro grosso incaglio finanziario scosse la BNL che era entrata, anche tramite la propria sezione specializzata per l'agricoltura, nel finanziamento a Federconsorzi e ai consorzi agrari. Era stata costituita, insieme a Banco di Roma ed altri istituti di credito una società specializzata nel factoring al mondo agricolo, chiamata Agrifactoring. Quando Federconsorzi divenne insolvente, Agrifactoring era esposta per 910 miliardi di lire. La direzione di BNL asserì allora che la responsabilità della banca nella vicenda non eccedeva il valore sottoscritto nel capitale sociale: in Italia le società per azioni godono, infatti, della limitazione di responsabilità al capitale sottoscritto. La comunità bancaria internazionale, pesantemente esposta nei fidi ad Agrifactoring sostenne, invece, che nel mondo bancario una banca non può mancare di onorare le obbligazioni delle proprie consociate finanziarie e invocò la clausola di cross default nei confronti di tutte le operazioni finanziarie in essere con l'intero gruppo BNL.
La Banca Nazionale del Lavoro pertanto da un giorno all'altro si vide richiedere la restituzione di 5.000 miliardi di lire. Toccò al Ministero del Tesoro, con una paziente opera di ricucitura, evitare lo strappo con il mondo bancario estero: la soluzione trovata passava attraverso la postergazione di BNL e di Banca di Roma nella procedura concorsuale Agrifactoring, prospettando così la possibilità per le banche estere di un recupero integrale delle proprie ragioni creditorie.

### La privatizzazione degli anni novanta
Nel 1992 la Banca Nazionale del Lavoro fu trasformata in società per azioni e avviata a un processo di privatizzazione, fino ad arrivare alla Borsa di Milano nel 1998, chiudendo di fatto l'epoca dello "Stato banchiere".

### Le operazioni degli anni duemila
Nel 2005, anno del caso Bancopoli, la banca spagnola BBVA, già azionista della banca, lancia un'OPA per averne il pieno controllo; l'OPA fallisce e si scatena una polemica sul governatore della Banca d'Italia Antonio Fazio accusato di aver ostacolato l'acquisizione, e su vari esponenti del mondo assicurativo e politico.
Nel 2006 fallisce anche l'OPA lanciata su BNL da Unipol. La Banca d'Italia nega il via libera all'OPA di Unipol per “mancato rispetto dei requisiti di adeguatezza patrimoniale tali da assicurare una sana e prudente gestione”.
Il 3 febbraio 2006, Unipol decide di vendere il suo pacchetto d'azioni in BNL al gruppo francese BNP Paribas che acquista il 48% di BNL da Unipol e i suoi associati e successivamente lancia un'OPA sul totale del capitale azionario. Anche BBVA conferisce le azioni in suo possesso.

Il logo adottato dopo il passaggio a BNP Paribas

Per BNP Paribas BNL rappresentava l'occasione di ampliare la propria base di clientela, acquisendo un secondo grande mercato retail dopo quello francese. L'offerta di acquisto viene salutata con favore dal presidente di BNL Luigi Abete e convalidata dagli organismi regolatori: l'acquisizione viene portata a termine.
Jean-Laurent Bonnafé è il nuovo amministratore delegato di BNL e Mario Girotti è direttore generale. Nel maggio 2006 prende il via il progetto di integrazione che ridisegna l'organizzazione della banca; la rete territoriale viene strutturata in 5 direzioni territoriali. Il progetto di integrazione si concluderà in 18 mesi, 6 mesi in anticipo rispetto ai tempi previsti. Nel nuovo marchio di BNL, le stelle d'Europa si trasformano in rondine mentre nel marchio il rosso si aggiunge al verde e al bianco di BNP Paribas.
Tra il 2008 e il 2009 oltre 700 agenzie vengono ristrutturate e nuovi sportelli aperti. Nel 2008 BNP Paribas acquisisce Fortis, la prima banca belga e nel 2010 Findomestic, banca italiana specializzata nel credito al consumo. L'anno seguente la BNL entra nel capitale sociale di PerMicro, principale operatore nazionale del microcredito.

### I primi 100 anni della banca
Nel 2013 BNL festeggia 100 anni, con un logo celebrativo dedicato che accompagnerà la comunicazione interna ed esterna della Banca per tutto l'anno. È stato inoltre lanciato durante Sanremo 2013 lo spot del Centenario, diretto da Emanuele Crialese, avente come tema "l'Italia che parla attraverso il lavoro”.
Nell'aprile 2021 Elena Goitini è nominata amministratrice delegata della banca (è la prima volta per una donna in una grande banca italiana) e responsabile per l'Italia di BNP Paribas. Andrea Munari, dal novembre 2015 amministratore delegato e direttore generale della banca, diventa presidente mentre dopo 23 anni Luigi Abete lascia la presidenza. Il 19 luglio 2023, Claudia Cattani è nominata presidente della banca subentrando ad Andrea Munari. È la prima volta che uno dei maggiori istituti bancari italiani ha al suo vertice due donne.

## La squadra di calcio a 5
Nel 1987 fu fondata dalla banca una squadra di calcio a 5 (numero di matricola FIGC 77.855) che ha segnato la storia della disciplina per tutti gli anni 1990 stabilendo, tra il 1992 e il 1999, il record di disputare otto finali scudetto consecutive, ottenendo quattro successi.
Nel 1996 la squadra guidata da Piero Gialli (allenatore per tutto il decennio) conquista la competizione internazionale European Champions Tournament, seconda squadra italiana ad aver vinto la competizione dopo il successo della RCB Roma nel 1990. Nel 2004 la squadra, oramai divenuta autonoma dalla banca di cui era emanazione, realizza una fusione con la Roma RCB dando vita alla Roma Calcio a 5, cessando così di esistere.